# Herbert Roper Barrett
Herbert Roper Barrett (* 24. November 1873 in Upton, Kent; † 27. Juli 1943 in Horsham, West Sussex) war ein britischer Tennisspieler. Obwohl er mehrere Einzeltitel erringen konnte und auch zweimal im Wimbledon-Einzel-Endspiel (1908 und 1911) stand, war er ein Doppelspezialist. Mit Arthur Gore bildete er am Anfang des 20. Jahrhunderts eines der erfolgreichsten Doppel ihrer Ära, sie gewannen 1908 Olympiagold im Hallenbewerb und wurden 1909 Wimbledon-Sieger und englischer Hallenmeister. Bei den Olympischen Spielen 1912 scheiterte Barrett bei der Titelverteidigung im Halbfinale und wurde Vierter, gewann aber mit Helen Aitchison die Silbermedaille im Hallen-Mixedwettbewerb.

## Leben
Barrett konnte nach einigen kleineren Titel – so 1898 der erste von insgesamt 17 Suffolk-Meisterschaften – 1900 seine ersten größeren Erfolge feiern; er gewann die offenen Belgischen Meisterschaften im Einzel zum ersten Mal von vier Jahren in Folge, stand mit Clarence Hobart in seinem ersten Endspiel in Wimbledon und bildete mit Ernest Black das britische Doppel bei der ersten Austragung des Davis Cups. 1903 gehörte er zum Davis-Cup-Team, das als erstes für das Vereinigte Königreich den Davis Cup gewinnen konnte. Barrett spielte bis 1919 immer wieder im Davis Cup und war in den 1930er Jahren Kapitän des britischen Teams, das er zu vier Cup-Siegen führen konnte. Im Einzel gelang ihm dreimal im Einzel der Einzug ins All-Comers-Finale (1909, 1912, 1913). Zweimal trat er als Gewinner dieses Matches gegen den amtierenden Champion an, doch verlor jeweils.
Barrett erfolgreichste Zeit hatte er im Doppel mit Arthur Gore und später mit Charles Dixon; er stand mit beiden jeweils in drei Jahren in Folge im Endspiel von Wimbledon (1908–1910 mit Gore und 1912–1914 mit Dixon) und gewann dreimal (1909, 1912 und 1913). Mit Gore gewann er zudem den olympischen Doppelbewerb in der Halle 1908.
Barrett war zudem ein guter Fußballspieler, der um die Jahrhundertwende bei einem der besten Non-League-Teams, dem Corinthian FC spielte. Nach seiner aktiven Zeit war Barrett in den 1920er Jahren Präsident des All England Lawn Tennis and Croquet Clubs sowie Chief Commoner der City of London.
Bei den Suffolk-Meisterschaften in Saxmundham hält er die Allzeit-Rekorde für die meisten Einzeltitel bei einem Turnier (17), die meisten Titel in Folge (14) und die meisten erreichten Finals (18).

## Erfolge
| Legende (Anzahl der Siege) |
| Grand Slam (3)             |
| Olympische Spiele (1)      |
| Weltmeisterschaften        |

### Doppel
| Nr. | Datum | Turnier                     | Belag     | Partner       | Finalgegner                                  | Ergebnis           |
| --- | ----- | --------------------------- | --------- | ------------- | -------------------------------------------- | ------------------ |
| 1.  | 1908  | Olympische Spiele, London   | Hartplatz | Arthur Gore   | George Caridia George Miéville Simond        | 6:2, 2:6, 6:3, 6:3 |
| 2.  | 1909  | Wimbledon Championships (1) | Rasen     | Arthur Gore   | Stanley Doust Harry Alabaster Parker         | 6:2, 6:1, 6:4      |
| 3.  | 1912  | Wimbledon Championships (2) | Rasen     | Charles Dixon | Max Décugis André Gobert                     | 3:6, 6:3, 6:4, 7:5 |
| 4.  | 1913  | Wimbledon Championships (3) | Rasen     | Charles Dixon | Heinrich Kleinschroth Friedrich Wilhelm Rahe | 6:2, 6:4, 4:6, 6:2 |